# J'voulais (chanson de Sully Sefil)
Pour les articles homonymes, voir J'voulais.
J'voulais est un single du chanteur français Sully Sefil, sorti en 2001, certifié single d'or la même année.

## Autour du titre
La chanson raconte l'histoire tragique d'un homme qui se suicide, poursuivi par la police après un braquage grâce auquel il espérait offrir « une vie plus fantastique » à sa fiancée. Dans le clip, réalisé par Olias Barco, cette dernière est jouée par Audrey Fleurot, Sefil tenant le rôle du braqueur.
Le single est classé durant 24 semaines dans le top 50 des ventes en France, dont trois semaines où il est deuxième. Il est classé premier en Belgique durant une semaine.
Devant le succès rencontré, la maison de disques de Sefil, V2 Records, lui commande alors un album. Composé de seize plages et onze morceaux, il s'intitule Sullysefilistic. L'album reçoit un bon accueil du public, et est classé dans le top 100 pendant huit semaines,,.
Le titre est certifié single d'or en 2001 par le SNEP. La récompense est remise à l'artiste par Richard Branson.

## Après l'album
En 2002, Sefil participe au concert Urban Peace au Stade de France, puis disparaît de la scène musicale. En 2011, sort le single On ne vit qu'une fois, puis en 2012, Street Rock Party, mêlant les univers du rap et du rock. Ces titres sont extraits d'un album alors en préparation intitulé Le French Savoir-faire,.
Parallèlement, Sefil lance une marque de vêtements streetwear, « Royal Wear », première marque haut-de-gamme en France dans ce style. Il développe une ligne « couture », portée par des artistes comme Billy Crawford, Matt Pokora ou Pit Baccardi. Il crée ensuite les marques « Dumpe Fresh » et « Rock The Street ».